# Касинов, Поликарп Минович
Полика́рп Ми́нович Касинов (1906—1945) — капитан Рабоче-крестьянской Красной Армии, участник Великой Отечественной войны, Герой Советского Союза (1945).

## Биография
Поликарп Касинов родился 7 марта 1906 года в селе Верхний Бишкин (ныне — Первомайский район Харьковской области Украины). После окончания пяти классов школы работал в колхозе. В 1928—1936 годах Касинов проходил службу в Рабоче-крестьянской Красной Армии. В 1938 году он повторно был призван в армию. В 1939 году Касинов окончил курсы младших лейтенантов, в 1940 году — курсы усовершенствования командного состава. С июня 1941 года — на фронтах Великой Отечественной войны. К январю 1945 года капитан Поликарп Касинов был старшим адъютантом стрелкового батальона 605-го стрелкового полка 132-й стрелковой дивизии 47-й армии 1-го Белорусского фронта. Отличился во время освобождения Польши.
В середине января 1945 года Касинов организовал переправу своего батальона через Вислу в районе населённого пункта Чонсткув к северо-западу от Варшавы и принял активное участие в захвате и удержании плацдарма на его западном берегу. В боях получил ранения, от которых скончался 2 февраля 1945 года. Похоронен в шести километрах к востоку от польского города Валч.
Указом Президиума Верховного Совета СССР от 27 февраля 1945 года капитан Поликарп Касинов посмертно был удостоен высокого звания Героя Советского Союза. Также был награждён орденами Ленина, Отечественной войны 2-й степени, Красной Звезды и медалью.
В честь Касинова названа улица в его родном селе.